# Linda Fite
Linda Fite es una escritora y editora estadounidense que escribió los cuatro números de la serie de Marvel Comics The Cat (1972).

## Biografía
Linda Fite fue contratada por Marvel como asistente editorial/asistente de producción. Aunque continuamente recurría al editor Roy Thomas para que le encomendara escribir guiones, entre 1968 y 1971 solo le dieron breves historias secundarias en The Uncanny X-Men y Rawhide Kid. En 1972 recibió su primera oferta para ser escritora regular en Claws of the Cat, un intento temprano y fallido de atraer a las lectoras de cómics de superhéroes. Fite fue seleccionada porque el personal editorial de Marvel pensó que una serie dirigida a lectoras debería tener un equipo creativo femenino.
Fite ha dicho que el personaje le parecía poco atractivo: "Pensé: '¿Una gata? Dios mío, qué original. Tendremos una mujer y la llamaremos Cat y podrá participar en peleas de gatas'. Pero estaba feliz de tener la oportunidad de hacerlo". Le infundió a la serie un tono de liberación femenina, pero fue cancelada después de cuatro números debido a las bajas ventas. Ya había terminado el quinto número, que nunca se publicó.
Otras historias que escribió incluyen un número de relleno de Night Nurse. Fite escribió e ilustró una historia de una página para un cómic independiente/underground de la Costa Este publicado por Flo Steinberg, Big Apple Comix (septiembre de 1975).
Mientras se desempeñaba como asistenta del editor en jefe de Marvel, Stan Lee, Fite ayudó a incorporar al artista novato Barry Windsor-Smith a la empresa. Después de que ella respondió con una nota de aliento al arte que él había enviado a las oficinas de Marvel, Smith y un amigo, Steve Parkhouse, volaron desde Inglaterra y acamparon cerca de las oficinas de Marvel Comics, en busca de trabajo.
Fite trabajó para el Times Herald-Record, un diario con sede en Middletown, Nueva York, y actualmente es editora en jefe de BlueStone Press en el condado de Ulster, Nueva York.
Fite estuvo casada y luego se divorció del artista de Marvel Comics Herb Trimpe. Tuvieron tres hijos juntos.